# Đồng Tiến, Bắc Quang
Đồng Tiến là một xã thuộc huyện Bắc Quang, tỉnh Hà Giang, Việt Nam.

## Địa lý
Xã Đồng Tiến nằm ở phía bắc huyện Bắc Quang, có vị trí địa lý:
- Phía đông và bắc giáp huyện Vị Xuyên
- Phía tây giáp xã Đồng Tâm
- Phía nam giáp xã Kim Ngọc và xã Thượng Bình.

Xã Đồng Tiến có diện tích 47,69 km², dân số năm 2019 là 2.289 người, mật độ dân số đạt 48 người/km².

## Lịch sử
Ngày 20 tháng 8 năm 1999, Chính phủ ban hành Nghị định 74/1999/NĐ-CP về việc thành lập xã Đồng Tiến trên cơ sở điều chỉnh 3.385,6 ha diện tích tự nhiên và 2.293 nhân khẩu của xã Đồng Tâm.